# Distrito do Grande Garcia
O Grande Garcia é um distrito da zona sul de Blumenau, Santa Catarina. Regulamentado através da lei complementar nº 251, de 17 de dezembro de 1999, o distrito compreende a área ocupada pelos bairros do Garcia, Glória, Progresso, Vila Formosa e Valparaíso. Foi efetivamente instalado em 1 de janeiro de 2002.